# Реакција Босне и Херцеговине на самопроглашење независности Косова
Самороглашење независности Косова од Србије донето је у недељу, 17. фебруара 2008. године, једногласно у Скупштини Косова. Свих 11 представника српске мањине бојкотовало је поступак. Међународна реакција је била помешана, а светска заједница је и даље подељена по питању међународног признања Косова. Реакција Босне и Херцеговине на проглашење независности Косова 2008. је помешана. Бошњачки и хрватски чланови Председништва желе да признају Косово, али српски чланови одбијају. Устав Босне и Херцеговине захтева консензус све три чланице да би се извршила оваква радња.

## Историја
Република Српска, један од два ентитета Босне и Херцеговине, усвојила је 21. фебруара 2008. године резолуцију којом је осудила и одбила да призна једнострано проглашење независности Косова од Србије. Поред тога, парламент је усвојио резолуцију у којој се наводи да ће Република Српска, у случају да већина држава ЕУ и УН призна независност Косова, навести сецесију Косова као преседан и покренути референдум о сопственом уставном статусу унутар Босне и Херцеговине. Коначно, резолуцијом се позивају сви званичници Републике Српске да учине све како би спречили Босну и Херцеговину да призна проглашену независност Косова.
Дана 27. августа 2008. године, бивши босански амбасадор у Турској Хајрудин Сомун написао је уводник о косовским пасошима, где је резимирао досадашњи став Босне о Косову: „Као и у многим другим стварима, Босна и Херцеговина је дубоко подељена по питању независности Косова. Парламент ентитета Република Српска, који покрива 49 одсто територије земље, усвојио је посебну резолуцију којом се осуђује независност Косова и тамо су организоване широке демонстрације у знак протеста. Имајући у виду да су српски лидери тог ентитета запретили отцепљењем од Босне и Херцеговине и прикључењем Србији као компензацију за губитак Косова, председавајући Председништва БиХ Харис Силајџић је једноставно рекао да његова земља „тешко да ће у скорије време признати независност Косова због снажних приговора“ из сопствене српске заједнице.
Министар иностраних послова Свен Алкалај обавестио је јавност 2. августа 2008. године да по закону Босна и Херцеговина не може да прихвати косовске пасоше, док Председништво БиХ не донесе такву одлуку.
Дана 26. септембра 2008. док је присуствовао Генералној скупштини УН-а у Њујорку, босански председник Харис Силајџић је у интервјуу Гласу Америке емитованом у Босни и Херцеговини на босанском језику рекао да подржава независност Косова и да се противи захтеву Србије да МСП изда мишљење о легитимности независности Косова. Силајџић је говорио у своје име јер Председништво Босне и Херцеговине није усвојило платформу која би му омогућила да званично говори.
У августу 2009. године Форум Бошњака Косова је затражио да Босна призна Републику Косово и путне исправе њених грађана. У одговору на то, члан Председништва Небојша Радмановић је навео да Председништво у наредно време неће расправљати о том питању, те да они који постављају такве захтеве морају размотрити „каква је држава Босна и Херцеговина, какве су тенденције и какве би последице могле бити таквог потеза“. Рекао је: "Понекад размишљање срцем није добро за веће политичке циљеве".
У јулу 2010. године Жељко Комшић, хрватски члан Председништва Босне и Херцеговине, објавио је да је признао Србију без Косова. Исти став је поновио и у децембру 2019. године.
Председник Републике Српске Милорад Додик је у априлу 2012. године рекао да је босански министар спољних послова Златко Лагумџија на првој седници Савјета министара БиХ покушао да унесе статут који је требало да регулише или доведе до неког суштинског неформалног признања Косова, али је блокирао тај процес.
Босна и Херцеговина је једина држава бивше Југославије (поред Србије) која не признаје независност Косова.